# Estadio de Invierno
El Estadio de Invierno (en hebreo: אצטדיון וינטר) es un estadio de usos múltiples en Ramat Gan, Israel. Actualmente se utiliza sobre todo para los partidos de fútbol y es el estadio del Hakoah Maccabi Amidar Ramat Gan.
El trabajo en el estadio comenzó en 1976,  como un reemplazo del Estadio Gali Gil de Hakoah Ramat Gan, que se cerró en 1974. El primer partido del estadio se jugó el 9 de julio de 1981, durante los Juegos Macabeos de ese mismo año, entre el equipo de Israel y el de EE. UU. 
El estadio fue renovado en 1993, y en el 2000, cuando se colocaron asientos de plástico sobre el hormigón, y otra vez en 2006 , tras el regreso de Hakoah Amidar al nivel superior del fútbol israelí.